# Zeke Nnaji
Ezekiel Tobechukwu "Zeke" Nnaji, né le 9 janvier 2001 à Minneapolis dans le Minnesota, est un joueur américain de basket-ball évoluant au poste de pivot voire d'ailier fort.

## Biographie
Après une saison universitaire avec les Wildcats de l'Arizona, il annonce en fin de saison se présenter pour la draft 2020 où il est attendu au premier tour.

## Palmarès

### Professionnel
- Champion NBA en 2023 avec les Nuggets de Denver
- Champion de la Conférence Ouest en 2023 avec les Nuggets de Denver

### Universitaire
- First-team All-Pac-12 (2020)
- All-Freshman team All-Pac-12 (2020)
- Pac-12 Freshman of the Year (2020)

## Statistiques

### Universitaires
| Saison    | Équipe   | Matchs | Titul. | Min./m | % Tir | % 3pts | % LF | Rbds/m. | Pass/m. | Int/m. | Ctr/m. | Pts/m. |
| --------- | -------- | ------ | ------ | ------ | ----- | ------ | ---- | ------- | ------- | ------ | ------ | ------ |
| 2019-2020 | Arizona  | 32     | 32     | 30,7   | 57,0  | 29,4   | 76,0 | 8,60    | 0,80    | 0,70   | 0,90   | 16,10  |
| Carrière  | Carrière | 32     | 32     | 30,7   | 57,0  | 29,4   | 76,0 | 8,60    | 0,80    | 0,70   | 0,90   | 16,10  |

### Professionnelles

#### Saison régulière
| Saison    | Équipe   | Matchs | Titul. | Min./m | % Tir | % 3pts | % LF | Rbds/m. | Pass/m. | Int/m. | Ctr/m. | Pts/m. |
| --------- | -------- | ------ | ------ | ------ | ----- | ------ | ---- | ------- | ------- | ------ | ------ | ------ |
| 2020-2021 | Denver   | 42     | 1      | 9,5    | 48,1  | 40,7   | 80,0 | 1,50    | 0,20    | 0,20   | 0,10   | 3,20   |
| 2021-2022 | Denver   | 41     | 1      | 17,0   | 51,6  | 46,3   | 63,1 | 3,60    | 0,40    | 0,40   | 0,30   | 6,60   |
| Carrière  | Carrière | 83     | 2      | 13,2   | 50,3  | 43,9   | 66,3 | 2,60    | 0,30    | 0,30   | 0,20   | 4,90   |

#### Playoffs
| Saison   | Équipe   | Matchs | Titul. | Min./m | % Tir | % 3pts | % LF | Rbds/m. | Pass/m. | Int/m. | Ctr/m. | Pts/m. |
| -------- | -------- | ------ | ------ | ------ | ----- | ------ | ---- | ------- | ------- | ------ | ------ | ------ |
| 2021     | Denver   | 5      | 0      | 3,6    | 50,0  | 42,9   | 50,0 | 0,40    | 0,40    | 0,20   | 0,00   | 2,40   |
| 2022     | Denver   | 2      | 0      | 4,5    | 100,0 | 100,0  | –    | 0,00    | 0,00    | 0,00   | 0,00   | 1,50   |
| Carrière | Carrière | 7      | 0      | 3,9    | 55,6  | 50,0   | 50,0 | 0,30    | 0,30    | 0,10   | 0,00   | 2,10   |